# آب قلات
آب قلات (مقاطعة فيروزآباد) (بالفارسية: آب قلات) هي قرية تقع في قسم جايدشت الريفي (مقاطعة فيروزآباد) في إيران. في الإحصاء السكاني عام 2006، قدّر عدد سكانها بـ 105 نسمة.